# 永宗站
永宗站（：／ Yeongjong yeok */?）是機場鐵道沿線的一座地面車站，位於韓國仁川廣域市中區雲北洞。

## 車站結構
車站大廳位於3樓，月台層則位於1樓，並有2處出口。
站體為2面4線雙島式月台的地面車站，候車設有月台幕門。內側的2、3號月台為本線、外側的1、4號月台為副線。

### 月台配置
| ↑ 青羅國際城       |
| \| ４３ \| ２１ \| |
| 雲西 ↓             |

| 月台 | 路線              | 目的地                     |
| ---- | ----------------- | -------------------------- |
| 1    | ●仁川國際機場鐵道 | 仁川國際機場2號航站樓方向  |
| 2    | ●仁川國際機場鐵道 | 仁川國際機場2號航站樓方向  |
| 3    | ●仁川國際機場鐵道 | 桂陽、金浦機場、首爾站方向 |
| 4    | ●仁川國際機場鐵道 | 桂陽、金浦機場、首爾站方向 |

## 歷史
- 2014年5月9日：鐵道距離標告示[1]。
- 2016年3月26日：開始營業。

## 車站週邊
永宗天空都市為仁川自由经济区的聯外城市，與之相距約兩公里，有市內公車接駁並可通往永宗岛市區。附近還有正在初步開發階段、同為仁川自由經濟區一部分的美緞新城（미단시티）。
- 仁川永宗初等學校錦山分校
- 仁川國際機場高速公路錦山交流道

## 圖片

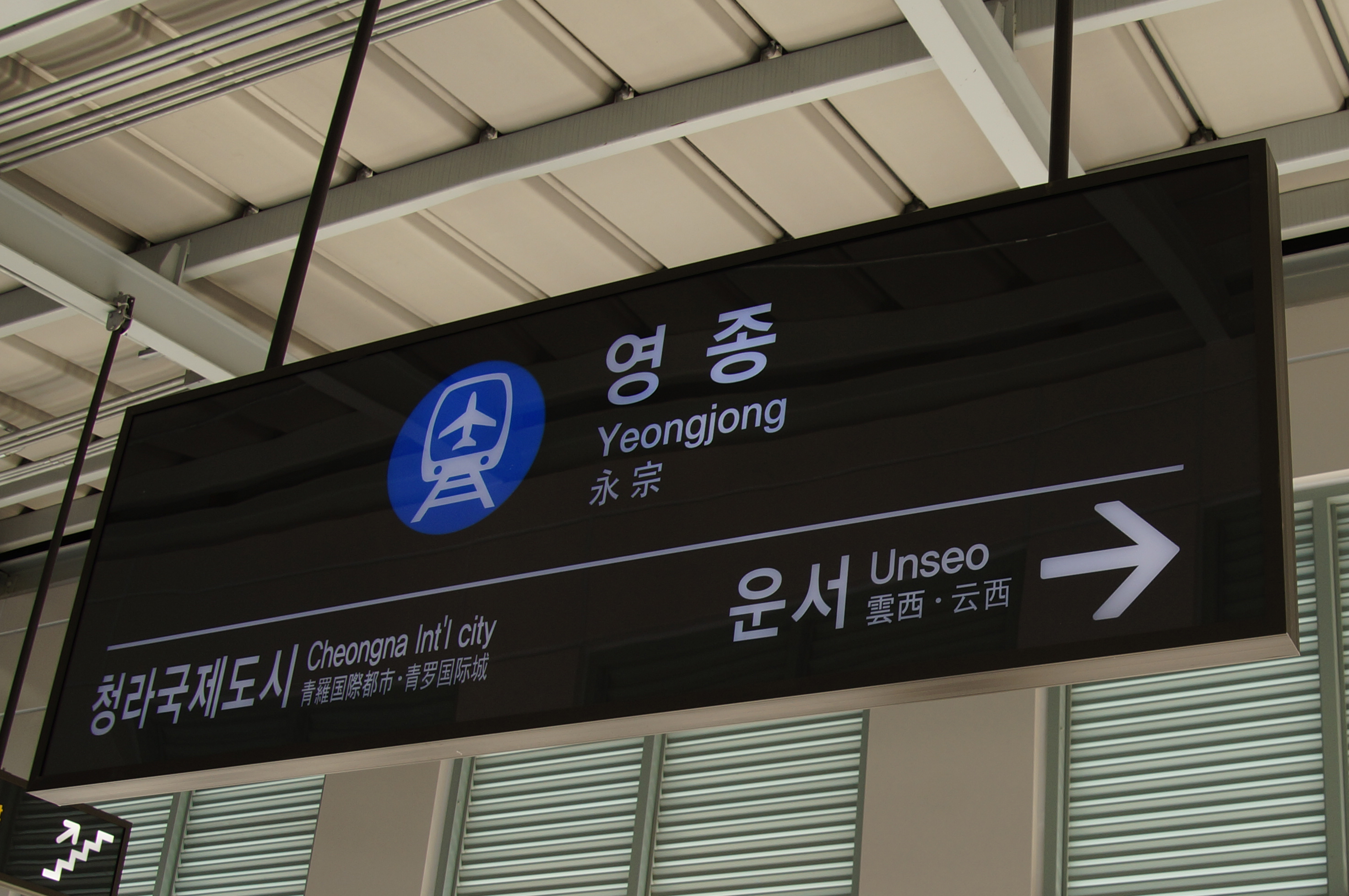
站名牌
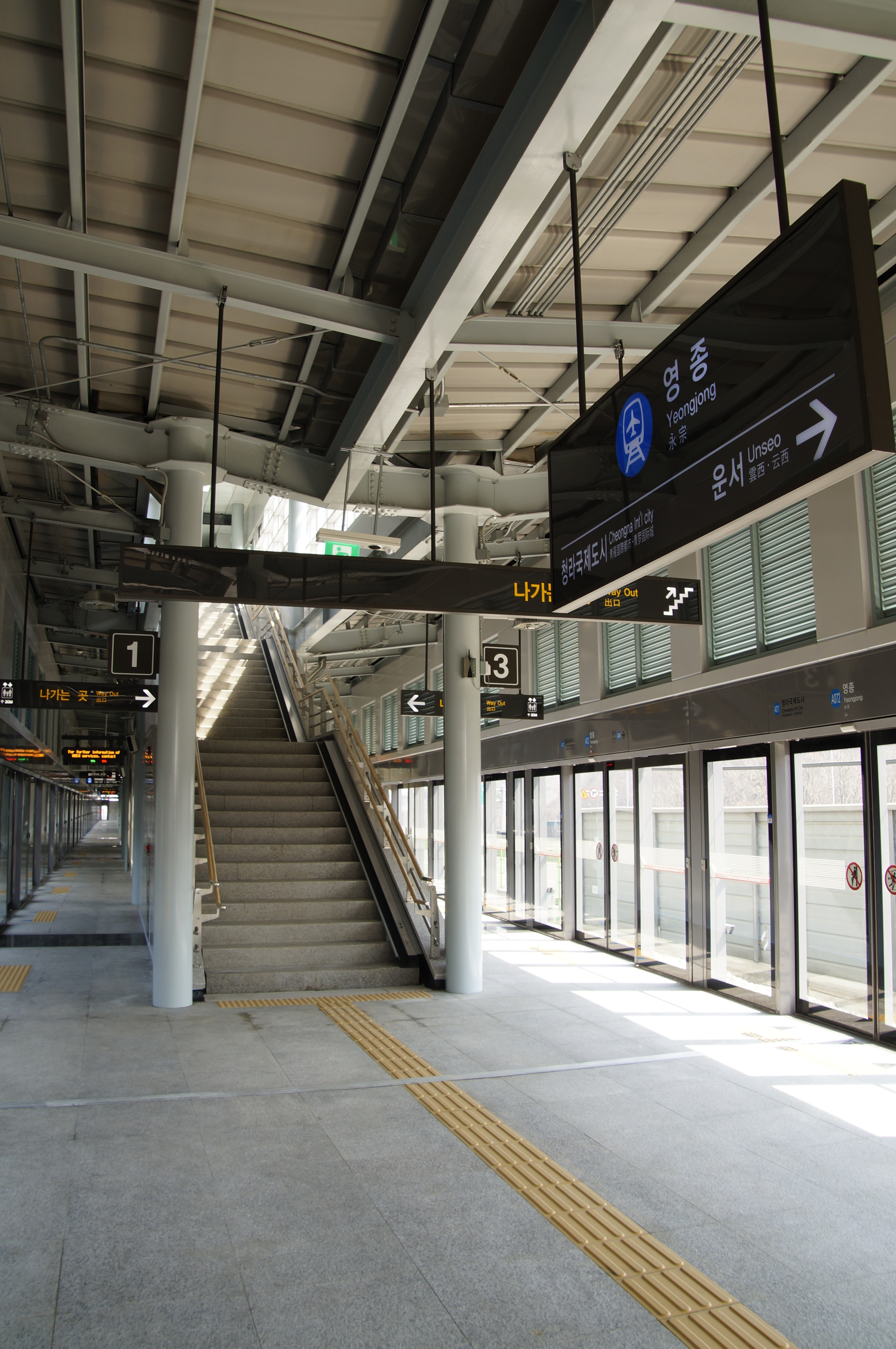
候車月台

## 相鄰車站
機場鐵道
●仁川國際機場鐵道
一般
青羅國際城（A071）－永宗（A072）－雲西（A08）